# Ronny Medina
Ronny Bryan Medina Valencia (n. Machala, El Oro, Ecuador; 9 de abril de 1995) es un futbolista ecuatoriano que juega como delantero y su actual club es El Nacional de Quito de la Serie A de Ecuador.

## Trayectoria

### El Nacional y préstamos
Ronny Medina se inició jugando para El Nacional desde las categorías sub-12, sub-14 y sub-16. En el 2011 es ascendido al plantel principal donde solo juega dos partidos sin marcar goles, después es removido a las reservas y categoría sub-18. En el 2014 es prestado a Sociedad Deportiva Aucas; con el equipo oriental permaneció hasta diciembre del mismo año; volviendo al final de la temporada a El Nacional pero nuevamente a las reservas y para alternar algunos partidos como suplente. En el 2016 es nuevamente prestado pero esta vez a Pelileo Sporting Club, con aquel equipo marcó 46 goles en 19 partidos jugados. En el 2017 vuelve nuevamente a El Nacional donde estuvo hasta 2018; participando con el equipo militar en la Copa Libertadores 2017 y Copa Sudamericana 2018.

### América de Quito
En el 2019 al terminarse su contrato con El Nacional, queda en condición libre y es contratado por el América de Quito con el que jugó diez partidos y marcó tres goles.

### Liga Deportiva Universitaria
Para el 2020 es contratado por Liga Deportiva Universitaria donde se coronó campeón de la Supercopa de Ecuador 2020 tras derrotar en la final por la tanda de penaltis al Delfín Sporting Club.

## Clubes
| Club                   | País    | Año         |
| ---------------------- | ------- | ----------- |
| El Nacional            | Ecuador | 2007 – 2014 |
| Aucas (cedido)         | Ecuador | 2014        |
| El Nacional            | Ecuador | 2015 – 2016 |
| Pelileo S. C. (cedido) | Ecuador | 2016        |
| El Nacional            | Ecuador | 2017 – 2018 |
| América de Quito       | Ecuador | 2019        |
| Liga de Quito          | Ecuador | 2020        |
| América de Quito       | Ecuador | 2021 – act. |

## Palmarés

### Títulos nacionales
| Título               | Equipo        | País    | Año  |
| -------------------- | ------------- | ------- | ---- |
| Supercopa de Ecuador | Liga de Quito | Ecuador | 2020 |

## Participaciones internacionales
| Torneo                 | Club        | País    | Resultado    |
| ---------------------- | ----------- | ------- | ------------ |
| Copa Libertadores 2017 | El Nacional | Ecuador | Segunda fase |
| Copa Sudamericana 2018 | El Nacional | Ecuador | Segunda fase |

## Selección nacional
Ha formado parte de la Selección sub-20 de Ecuador.